# Nada Surf
Nada Surf är ett amerikanskt indierockband från New York bildat 1992. Bandet består av Matthew Caws (gitarr, sång), Ira Elliot (trummor, bakgrundssång) och Daniel Lorca (bas, bakgrundssång). En av bandets största hits är Popular från debutalbumet High/Low, som presenterar "goda råd" till tonåringar i en ironisk form. På albumet Let Go återfinns bland annat Blonde On Blonde, en hyllning till Bob Dylan. Gruppens sjätte album If I Had a Hi-Fi består enbart av covers på låtar av bland andra Kate Bush, Depeche Mode och The Moody Blues.
Flera av gruppens låtar har medverkat i soundtracket till filmer, till exempel Disturbia, Summerstorm, och flera amerikanska TV-serier, till exempel Entourage, How I Met Your Mother och Six Feet Under. Nada Surf har även medverkat framför kameran i ett avsnitt av TV-serien One Tree Hill (säsong 3, episod 11).

## Diskografi
Studioalbum
- High/Low (1996)
- The Proximity Effect (1998)
- Let Go (2002)
- The Weight Is a Gift (2005)
- Lucky (2008)
- If I Had a Hi-Fi (2010)
- The Stars Are Indifferent To Astronomy (2012)

EP
- All You Need Is Love (2006)
- The MySpace Transmissions (2008)